# 853 Nansenia
A 853 Nansenia (ideiglenes jelöléssel 1916 S28) a Naprendszer kisbolygóövében található aszteroida. Szergej Beljavszkij fedezte fel 1916. április 2-án.